# Коробейников, Анатолий Антонович
Анато́лий Анто́нович Коробе́йников (род. 3 октября 1937, посёлок Чёрный Яр, Новолялинский район, Свердловская область) — российский деятель образования, дипломат и политик, член Совета Федерации (2001—2009).

## Биография
Окончил физико-математический факультет Ставропольского педагогического института в 1961 году и Академию общественных наук при ЦК КПСС — в 1973 году.
Работал учителем физики и математики, исполнял обязанности директора Рагулинской восьмилетней школы. Начал политическую карьеру в комсомольском аппарате Апанасенковского района, позднее перешёл в Ставропольский краевой комитет. В 1978—1987 годах являлся одним из секретарей Ставропольского краевого комитета КПСС (в тот период первым секретарём крайкома был М. С. Горбачёв). В апреле 1987 года назначен первым заместителем министра просвещения СССР. Занимался разработкой новой концепции народного образования и подготовкой Всесоюзного съезда учителей, посвятил проблемам образования ряд научных трудов, в том числе монографию «Актуальная европейская проблема: внедрение здоровьесберегающей педагогики».
В 1989—1993 годах занимал должность генерального консула СССР и Российской Федерации в Германии.
В 1994 году опубликовал в издательстве «Республика» книгу мемуаров «Горбачёв: другое лицо».
В 1994—1996 годах являлся представителем Министерства иностранных дел России в Калининграде.
С 1996 по 2001 год работал первым заместителем начальника Аналитического управления аппарата Государственной думы Федерального собрания Российской Федерации.
25 января 2001 года Совет Федерации подтвердил начало полномочий А. А. Коробейникова, назначенного членом Совета Федерации Федерального собрания Российской Федерации — представителем в Совете Федерации Федерального собрания Российской Федерации от правительства Ставропольского края.
16 декабря 2009 года освобождён от должности члена Совета Федерации.
В 2010 году удостоен звания почётного гражданина Ставропольского края.